# M (album, Myrkur)
M je debutní studiové album black metalového hudebního projektu Myrkur dánské zpěvačky a multiinstrumentalistky Amalie Bruun (bývalé členky poprockové kapely Ex Cops), které vyšlo v srpnu 2015 u vydavatelství Relapse Records.

## Seznam skladeb
| Pořadí         | Název                       | Délka |
| -------------- | --------------------------- | ----- |
| 1.             | Skøgen skulle dø            | 5:17  |
| 2.             | Hævnen                      | 3:23  |
| 3.             | Onde børn                   | 4:09  |
| 4.             | Vølvens spådom              | 1:37  |
| 5.             | Jeg er guden, i er tjenerne | 4:03  |
| 6.             | Nordlys                     | 2:15  |
| 7.             | Mordet                      | 3:41  |
| 8.             | Byssan lull                 | 2:38  |
| 9.             | Dybt i skoven               | 3:09  |
| 10.            | Skaði                       | 4:29  |
| 11.            | Norn                        | 2:17  |
| Celková délka: | Celková délka:              | 36:58 |

| Bonusové skladby | Bonusové skladby | Bonusové skladby |
| Pořadí           | Název            | Délka            |
| ---------------- | ---------------- | ---------------- |
| 12.              | Skaði – Demo     | 4:54             |
| Celková délka:   | Celková délka:   | 41:52            |

## Sestava
Zdroj:
- Amalie Bruun – zpěv, kytara, klavír
- Teloch — kytara, baskytara
- Øyvind Myrvoll — bicí
- Ole-Henrik Moe — fiðla, hardingfele, housle
- Håvard Jørgensen — kytara
- Tone Reichelt — lesní roh
- Martin Taxt — tuba
- Chris Amott — kytara (skladba č. 7)